# Isabel van den Berg
Isabel van den Berg (* 2. Februar 2005 in Amstelveen) ist eine niederländische Leichtathletin, die sich auf den Sprint spezialisiert hat.

## Sportliche Laufbahn
Erste internationale Erfahrungen sammelte Isabel van den Berg im Jahr 2024, als sie bei den Olympischen Sommerspielen in Paris mit der niederländischen 4-mal-100-Meter-Staffel in 42,74 s im Finale den siebten Platz belegte. Im Jahr darauf schied sie bei den Halleneuropameisterschaften in Apeldoorn mit 7,32 s in der ersten Runde im 60-Meter-Lauf aus. Im Juli belegte sie bei den U23-Europameisterschaften in Bergen in  44,11 s den vierten Platz im Staffelbewerb.

## Persönliche Bestleistungen
- 100 Meter: 11,53 s (+1,8 m/s), 28. Juni 2004 in Hengelo
  - 60 Meter (Halle): 7,24 s, 22. Februar 2025 in Apeldoorn
- 200 Meter: 23,63 s (+1,9 m/s), 30. Juni 2024 in Hengelo
  - 200 Meter (Halle): 23,25 s, 8. Februar 2025 in Metz